# Mimeresia
Mimeresia är ett släkte av fjärilar. Mimeresia ingår i familjen juvelvingar.

## Bildgalleri

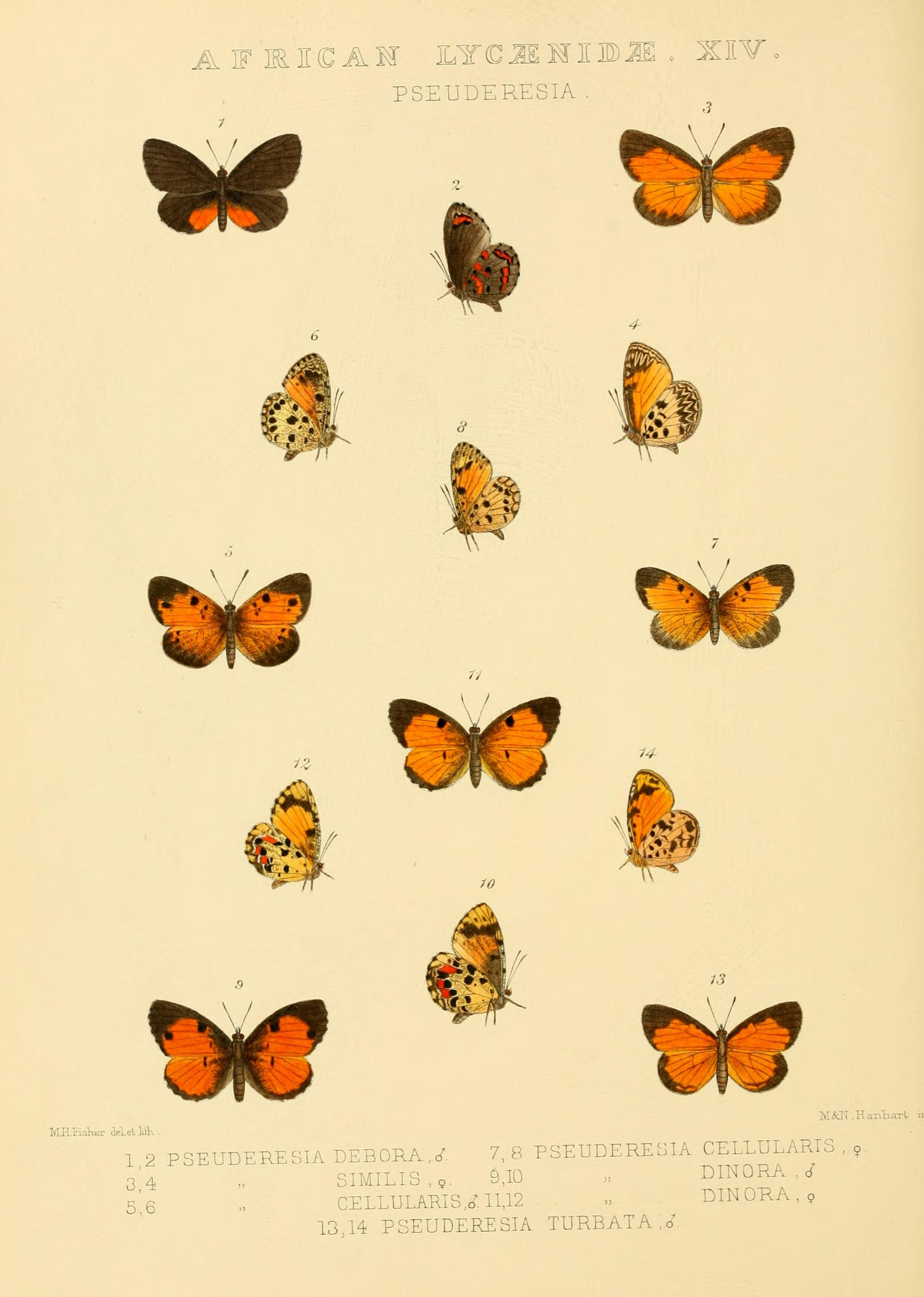
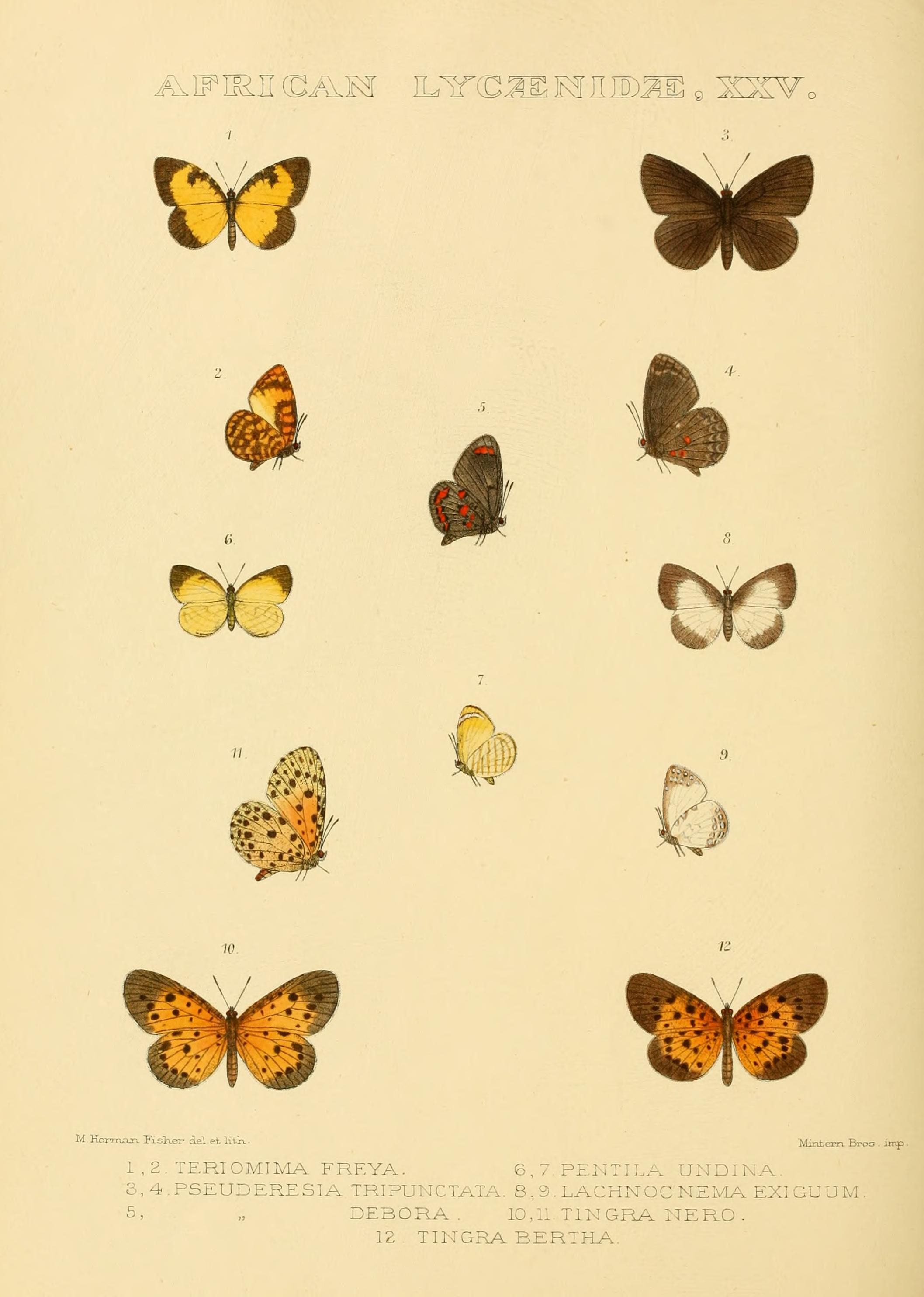
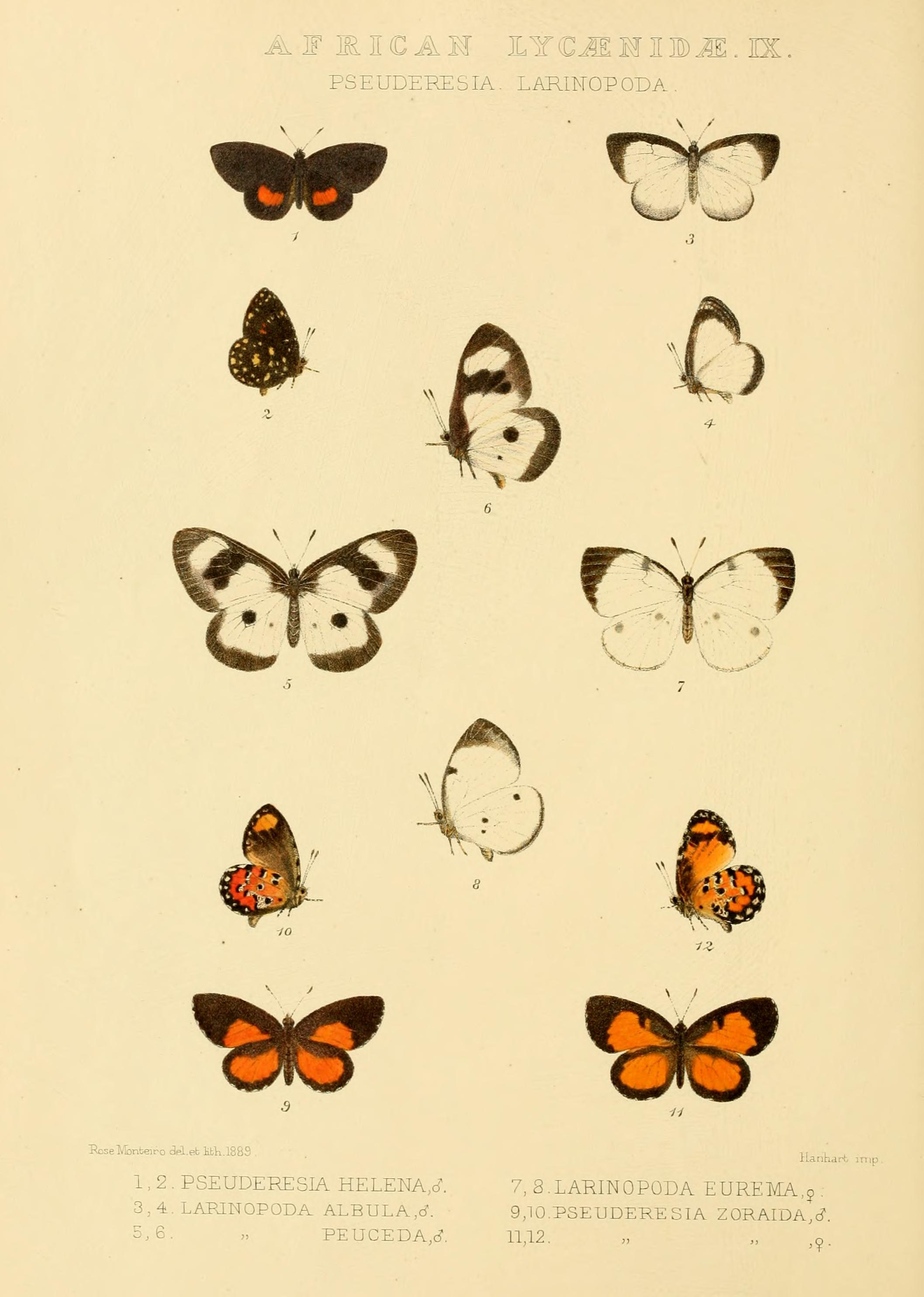
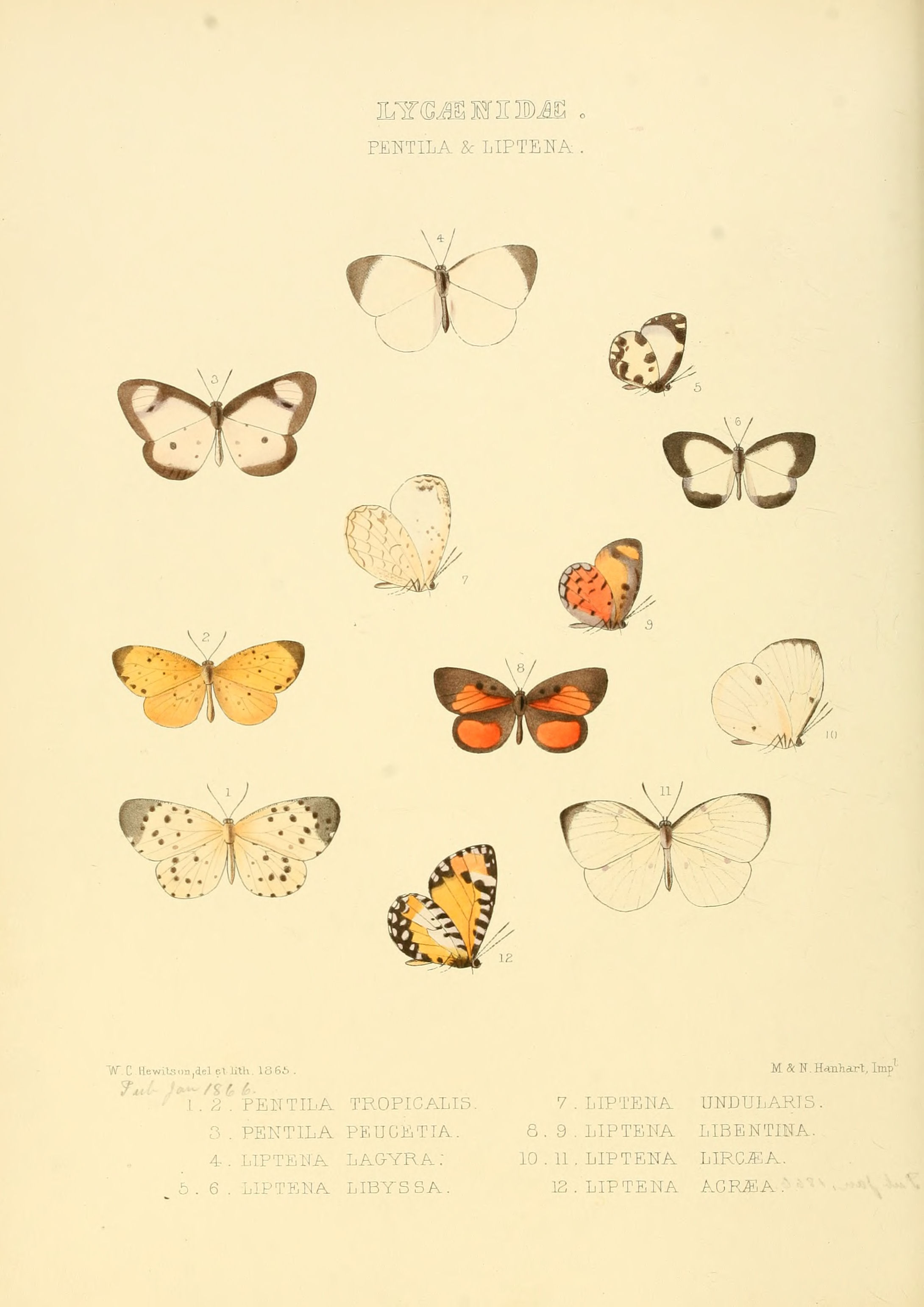
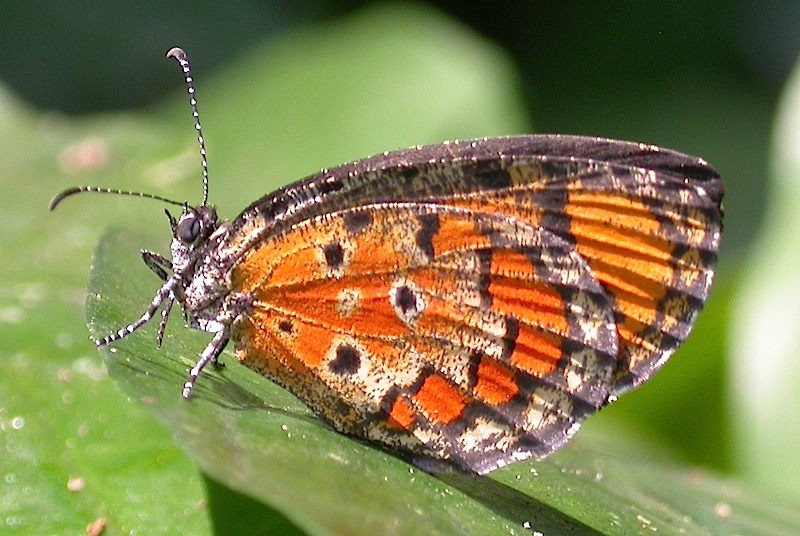
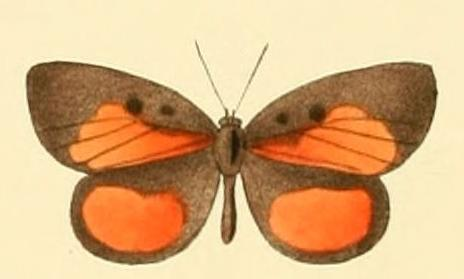

## Dottertaxa tillMimeresia, i alfabetisk ordning[1]
- Mimeresia alberici
- Mimeresia ashira
- Mimeresia barnsi
- Mimeresia carlota
- Mimeresia catori
- Mimeresia cellularis
- Mimeresia debora
- Mimeresia deborula
- Mimeresia decolorata
- Mimeresia dinora
- Mimeresia discirubra
- Mimeresia drucei
- Mimeresia favillacea
- Mimeresia griseata
- Mimeresia isabellae
- Mimeresia issia
- Mimeresia katangae
- Mimeresia libentina
- Mimeresia mondo
- Mimeresia moorelsi
- Mimeresia moyambina
- Mimeresia neavei
- Mimeresia owerri
- Mimeresia pseudocellularis
- Mimeresia purpurea
- Mimeresia rubrica
- Mimeresia russulus
- Mimeresia semirufa
- Mimeresia tessmanni
- Mimeresia ugandae
- Mimeresia unyoro
- Mimeresia zerite
- Mimeresia zoraida